# باند اس
باند اس (انگلیسی: S band) بر پایه تعریف مؤسسه مهندسان برق و الکترونیک به بازه بسامد ۲ تا ۴ گیگاهرتز (GHz) از طیف رادیویی ریزموج در طیف الکترومغناطیسی گفته می‌شود.
باند اس در مراقبت پرواز، رادار هواشناسی و برخی از انواع ماهواره‌های مخابراتی به‌ویژه ماهواره‌های مورد استفاده ناسا جهت ارتباط با شاتل فضایی و ایستگاه فضایی بین‌المللی کاربرد دارد.